# Lumières d'Hessdalen
Les lumières d'Hessdalen sont des phénomènes lumineux observés régulièrement dans la vallée d'Hessdalen, en Norvège. L'explication scientifique, due aux recherches conduites par l'astrophysicien  italien Massimo Teodorani, est celle d'un processus aérien de combustion incomplète mettant en jeu des nuages de poussière provenant du sol et contenant du scandium.

## Description
S'il arrive au phénomène de se manifester de façon spectaculaire sous la forme de grosses boules lumineuses clignotantes, ces manifestations sont rares et la plupart du temps le phénomène garde des proportions modestes.

## Interprétations erronées
Certaines observations ont été clairement identifiées comme étant de mauvaises interprétations de corps astronomiques, navettes, lumières de voitures et mirages.

## Explication de Massimo Teodorani
Au début des années 2000, Massimo Teodorani entame des recherches pionnières sur la physique de certaines anomalies atmosphériques, notamment les lumières d'Hessdalen en Norvège. En 1994, il soumet un projet d'enquête sur ces phénomènes lumineux inexpliqués à des chercheurs de la faculté d'ingénierie d'Østfeld en Norvège, Erling Strand et Bjøorn Gitle Hange. Sous sa direction, quatre doctorants norvégiens conçoivent et construisent des appareils de surveillance automatisés. L'opération est renouvelée les années suivantes avec la participation d'étudiants italiens de l'université de Bologne et aboutit en 1998 à l'installation d'une station automatique de mesure (the Automatic Measurement Station).
Entre 2000 et 2009, Teodorani dirige plusieurs autres missions dans la vallée d'Hessdalen. Les progrès en matière d'appareil-photo reflex mono-objectif et l'emploi de filtres à réseau pour obtenir des spectres optiques permettent d'identifier les éléments chimiques qui sont à la source du phénomène. Selon lui, il s'agit d'un processus aérien de combustion incomplète mettant en jeu des nuages de poussière provenant du sol de la vallée et contenant du scandium.

### Documentaire
- Quand les armées du monde enquêtent sur les Ovnis, réalisé par Michel Despratx et Patrice des Mazery, diffusé le 17 mars 2008 dans l'émission Spécial Investigation sur Canal +